# 民主党 (土耳其)
民主党（Democratic Party），缩写为DP，中间偏右、保守的土耳其政党，1983年由苏莱曼·德米雷尔创建，原名正确道路党（土耳其語：Doğru Yol Partisi，缩写为DYP）。它继承了历史上的民主党和正义党，两党意识形态相似，都被军事政变政权解散。
正确道路党在最近的选举中表现糟糕，许多选民转而支持同樣是中间偏右的正义与发展党（AK Party）。
党的标志是红色背景中的一匹马。来源于党名“Demokrat Partisi”的错误发音，单词“Demokrat”被农村选民读作"Demir Kır At"（铁、灰马），在2007年标志成为一匹白马在一个红色的土耳其地图背景中。

## 历史
民主党（DYP）的前身是1946年创建的民主党（土耳其語：Demokrat Parti，DP），一个保守而遵循土耳其世俗主义法律的政党。1960年土耳其军事政变，阿德南·曼德列斯政府被废黜，民主党被解散，后来重建为正义党（土耳其語：Adalet Partisi，AP），在1980年土耳其政變后再次被解散。其後土耳其中右翼势力分为了祖國黨和正确道路党。
2007年5月5日，正确道路党宣布更名为民主党，并将与祖国党合并，以在2007年土耳其大选内统合中右翼力量。然而在选举前不久，合并谈判失败。最后民主党只获得大约6%的选票，党魁阿尔辞职。民主党和祖国党在2009年11月合并。

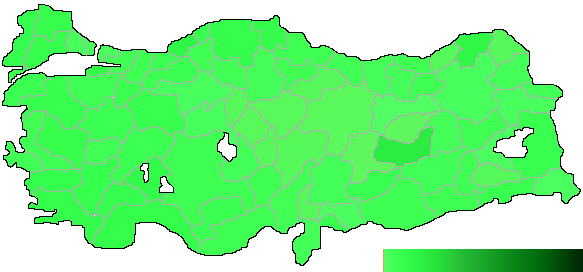
2007年大选民主党在各选区的表现.

2011年1月15日在安卡拉举行了第十届党代会，纳末克·凯末尔·泽伊贝克（Namık Kemal Zeybek）当选为党的领导人。泽伊贝克辞职后，居尔泰金·乌伊萨尔成为党领袖。